# Erskine Caldwell
Erskine Preston Caldwell (ur. 17 grudnia 1903 w White Oak koło Moreland w stanie Georgia, zm. 11 kwietnia 1987 w Paradise Valley w stanie Arizona) –  pisarz i publicysta amerykański.  Autor licznych powieści i nowel ukazujących swoistość kulturową Południa USA, znany także z wnikliwych reportaży i krytycznej publicystyki społecznej.

## Życiorys
Syn prezbiteriańskiego duchownego (pastora), towarzyszył mu jako kaznodziei w licznych wędrówkach misyjnych po stanach południowych (Floryda, Wirginia, Tennessee, obie Karoliny), wcześnie poznając z bliska życie tej części kraju, co następnie znalazło odzwierciedlenie w jego utworach. Dopiero jako 15-latek osiadł z rodziną w miasteczku Wrens. Kształcił się w prywatnym prezbiteriańskim Erskine College w Due West (Płd. Karolina), później uczęszczał na stanowy Uniwersytet Wirginijski, którego jednak nie ukończył, zachęcony przez jednego z wykładowców do działalności pisarskiej. 
W młodości, przed rozpoczęciem kariery literackiej, chwytał się różnych zajęć: był robotnikiem rolnym pracując przy zbieraniu bawełny, a także kierowcą, kucharzem, kelnerem, pracownikiem budowlanym, stolarzem-dekoratorem itp. Jako student współpracował już z czasopismem „Life” i rozgłośnią CBS. W 1926 osiedlił się w Maine, trwale zajmując się działalnością twórczą; był w m.in. w Meksyku, Hiszpanii, Czechosłowacji, Chinach, Mongolii i ZSRR. Podczas wojny aktywny jako dziennikarz-reporter, lecz także autor scenariuszy dla filmów hollywoodzkich. 
Po wojnie osiadł na stałe w San Francisco. W późniejszym okresie, w ciągu ostatnich 20 lat życia spędzał zwykle pół roku  poza krajem, gromadząc notatki z licznych podróży jako materiał do dalszej działalności pisarskiej. Kilkakrotnie odwiedzał Polskę; pierwszy raz w 1949 na zaproszenie Związku Literatów Polskich w drodze do ZSRR.
Zmarł w wieku 83 lat wskutek powikłań wywołanych rozedmą i rakiem płuc.
Był czterokrotnie żonaty. Miał troje dzieci z pierwszego małżeństwa z Helen Lannigan, którą poznał na studiach (1925), a rozwiódł się w 1938. Z towarzyszką pracy zawodowej – fotograf Margaret Bourke-White, łączyło go krótkotrwałe małżeństwo (1939–1942). Po rozwodzie poślubił młodziutką studentkę June Johnson, z którą przeżył 12 lat i miał syna, a następnie żonaty był z Virginią M. Fletcher, z którą pozostawał w związku do końca życia.

## Twórczość i jej charakter
Pierwszy utwór (esej) opublikował będąc jeszcze na studiach (1926). Pierwsza jego książka (The Bastard, 1929) została zakazana, a jej nakład skonfiskowany przez władze. Powszechną uwagę zwróciły na niego jednak dopiero dwie powieści osnute na tle zjawisk wielkiego kryzysu na początku lat 30. XX wieku. Droga tytoniowa, budząca początkowo silne kontrowersje, zaliczana jest obecnie do najważniejszych powieści XX stulecia i wymieniona wśród 100 najistotniejszych powieści amerykańskich XX wieku. Jej adaptacja sceniczna z 1934 r. należała do najdłużej (7,5 roku) wystawianych sztuk na nowojorskim Broadwayu, wchodząc do klasyki amerykańskiego teatru, a sam tytuł stał się synonimem wiejskiej nędzy i zwyrodnienia. Za ogłoszenie drukiem Poletka Pana Boga został przejściowo aresztowany (1933), choć później sądownie uwolniony od zarzutów.  Podczas II wojny światowej uzyskał zezwolenie na wyjazd do ZSRR, co umożliwiło mu pobyt na Ukrainie jako korespondentowi wojennemu i dokumentowanie ówczesnych wydarzeń; wydał wtedy tomy reportaży (1942): Moscow under Fire, All-out on the Road to Smolensk i Russia in War.

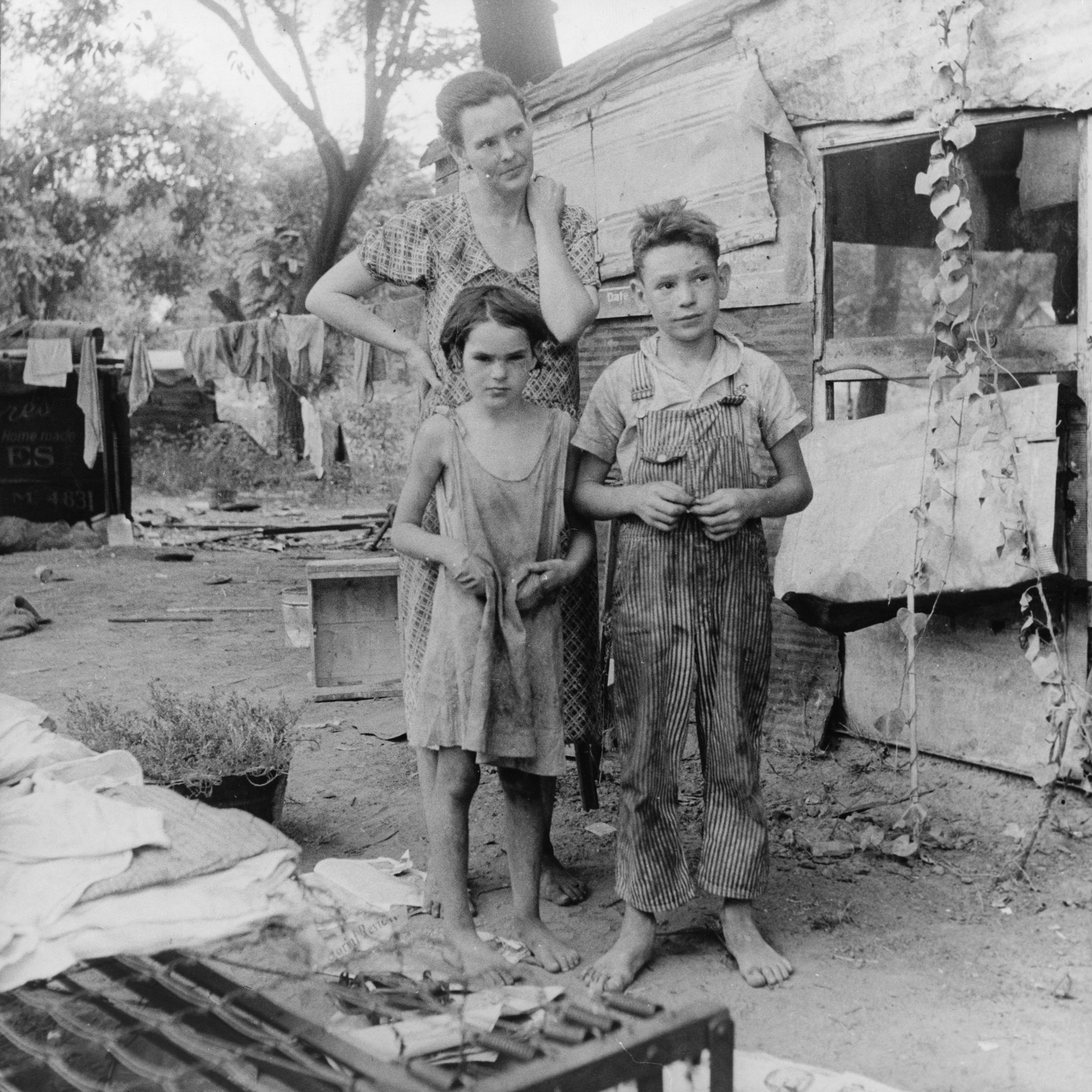
Zubożała rodzina farmera z Południa w latach wielkiego kryzysu

Styl jego uznawano za bliski Johnowi Steinbeckowi i  Francisowi Scott Fitzgeraldowi. W najważniejszych utworach przedstawiał prymitywną egzystencję ubogich farmerów amerykańskiego Południa (głównie drobnych plantatorów tytoniu i bawełny) oraz miejscowych Murzynów, wraz z całą tamtejszą egzotyką, zazwyczaj opisując to z naturalistyczną drobiazgowością, lecz i tragikomicznie. Uważano, że ukazując tamtejsze realia, posługiwał się środkami brutalnego naturalizmu (nie stroniąc od scen drastycznych) i zjadliwą groteską z elementami czarnego humoru, wykazując przy tym nadmierną śmiałość obyczajową.  
Nierzadko przeciwstawiał się dyskryminacji rasowej (np. w Close to Home, A Place Called Estherville), a swym utworom nadawał postać społecznego protestu. Sprawiło to, iż za granicą, a zwłaszcza w krajach socjalistycznych oceniano, że jego twórczość „cechuje radykalizm społeczny i krytyczne spojrzenie na zacofanie ekonomiczne i cywilizacyjne Południa”. Zauważano, iż „Caldwell eksponuje przy tym
degenerację biologiczną biedoty Południa, jej prymitywizm i obsesje seksualne”, ukazując wszystko to w jaskrawy i sugestywny sposób; styl pisarza nie zawsze jednak prowadzi do pozytywnych efektów artystycznych, często zaś razi schematyzmem. W okresie narastającego po wojnie antyamerykanizmu i radzieckiej „walki z imperalizmem” twórczość jego zyskała znaczącą popularność w ZSRR i innych krajach socjalistycznych, co ostatecznie niekorzystnie zaczęło odbijać się na opinii pisarza w samych Stanach Zjednoczonych.    
Łącznie napisał 25 powieści, ok. 150 nowel i opowiadań oraz wydał kilkanaście tomów innych utworów, w tym 4 tomy autobiografii. Był również autorem dwóch książeczek dla dzieci (Molly Cottontail, 1958 i The Deer at Our House, 1966). Na miesiąc przed śmiercią ukazała się jego ostatnia książka – eseistyczno-autobiograficzna With All My Might. 

## Ocena dorobku literackiego
Chociaż ówcześnie należał do głośnych pisarzy amerykańskich (już w latach 30. XX w. wymieniano go wraz z W. Faulknerem i E. Hemingwayem), obecnie należy do mniej znanych autorów. W najlepszym, powojennym okresie swego pisarstwa, za granicą cieszył się szczególną poczytnością we Francji i ZSRR. Radykalne oceny społeczne i krytyczne spojrzenie pisarza na amerykańską rzeczywistość  znajdowały nader przychylny odbiór w krajach komunistycznych, gdzie uważano go za „postępowego pisarza amerykańskiego”. Jednakże końcowa twórczość Caldwella przyciągała niewielką uwagę literackiej krytyki. Mimo iż William Faulkner uznawał go za jednego z 5 najlepszych pisarzy amerykańskich, większość krytyków niechętnie skłaniała się do tak wysokiej oceny.
Najpoczytniejsze utwory przełożono na blisko 30 języków; osiągnęły one w świecie nakłady przekraczające 60 mln egzemplarzy. Na podstawie aż 6 z nich nakręcono filmy (pierwszy – Tobacco Road Johna Forda już w 1941).

## Twórczość w przekładach polskich
W okresie PRL Caldwell był jednym z pisarzy amerykańskich najchętniej tłumaczonych na polski i wydawanych, o czym świadczy poniższy wykaz przekładów:  
Powieści i nowele
- Droga tytoniowa 1949 (Tobacco Road, 1932)
- Poletko Pana Boga 1956 (God's Little Acre, 1933)
- Sługa Boży 1959 (Journeyman, 1935)
- Tarapaty lipcowe 1949[8] (Trouble in July, 1940)
- Chłopiec z Georgii 1962 (Georgia Boy, 1943)
- Ziemia tragiczna 1961 (Tragic Ground, 1944)
- Dom na wzgórzu 1973 (A House in the Uplands, 1946)
- Palec Boży 1986 (The Sure Hand of God, 1947)
- Epizod w Palmetto 1981 (Episode in Palmetto, 1950)
- Jenny 1964 (Jenny by Nature, 1961)
- Blisko domu 1985 (Close to Home, 1962)
- Ostatnia noc lata 1982 (The Last Night of Summer, 1963)

Zbiory opowiadań
- Szarlatan i inne opowiadania 1957
- Dzikie kwiaty 1968
- Najlepsze nowele 1984
- Klęknij o wschodzie słońca 1993 (Kneel to the Rising Sun, 1935)

## Inne ważniejsze utwory
- Poor Fool (1930)
- Tenant Farmers – eseje (1935)
- The Sacrilege of Alan Kent (1936)
- You Have Seen Their Faces – fotodokument (wspólnie z Margaret Bourke-White, 1937)
- North of the Danube – fotodokument (z M. Bourke-White, 1939)
- Say Is This the USA – fotodokument (z M. Bourke-White, 1941)
- This Very Earth (1948)
- A Place Called Estherville (1949)
- Call It Experience: The Years of Learning How to Write – autobiografia (1951)
- A Lamp for Nightfall (1952)
- Love and Money (1954)
- Gretta (1955)
- Claudelle Inglish (1958)
- In Search of Bisco – autobiografia (1965)
- Deep South – autobiogafia (1968)
- Annette (1973)
- Afternoons in Mid-America – eseje (z ilustr. Virginii Caldwell, 1976)
- With All My Might – autobiografia (1987)